# Hana Kafková
Hana Kafková (Praga, 26 de junio de 1965) es una deportista checoslovaca que compitió en remo.
Ganó una medalla de bronce en el Campeonato Mundial de Remo de 1990, en la prueba de cuatro scull. Participó en los Juegos Olímpicos de Barcelona 1992, ocupando el sexto lugar en la misma prueba.

## Palmarés internacional
| Campeonato Mundial | Campeonato Mundial   | Campeonato Mundial | Campeonato Mundial |
| Año                | Lugar                | Medalla            | Prueba             |
| ------------------ | -------------------- | ------------------ | ------------------ |
| 1990               | Tasmania (Australia) | Medalla de bronce  | Cuatro scull       |